# Caroline Burckle
Caroline Stillwell Burckle (* 24. Juni 1986 in Louisville, Kentucky) ist eine ehemalige Schwimmerin aus den Vereinigten Staaten. Sie gewann bei Olympischen Spielen  eine Bronzemedaille. Bei Weltmeisterschaften und bei Panamerikanischen Spielen erschwamm sie je eine Goldmedaille.

## Sportliche Karriere
Caroline Burckle besuchte die Sacred Heart Academy und studierte dann an der University of Florida, für die sie zwei Meistertitel der National Collegiate Athletic Association erkämpfte. 2008 schwamm sie für das Lakeside Swim Team in Louisville.
Bei den Weltmeisterschaften 2005 in Montreal erreichte die 4-mal-200-Meter-Freistilstaffel mit Mary Descenza, Caroline Burckle, Rachel Komisarz und Kaitlin Sandeno die schnellste Vorlaufzeit. Im Finale benötigten Natalie Coughlin, Katie Hoff, Whitney Myers und Kaitlin Sandeno fast sechs Sekunden weniger und gewannen vor den Australierinnen. Wie seit 1984 üblich erhielten alle beteiligten Schwimmerinnen aus den Vereinigten Staaten eine Goldmedaille. 2007 bei den Panamerikanischen Spielen 2007 in Rio de Janeiro siegte Burckle über 800 Meter Freistil.
Ein Jahr später bei den Olympischen Spielen in Peking trat die amerikanische 4-mal-200-Meter-Freistilstaffel im Vorlauf in der Besetzung Caroline Burckle, Christine Marshall, Kim Vandenberg und Julia Smit an und gelangte mit der zweitbesten Zeit ins Finale. Im Endlauf waren Allison Schmitt, Natalie Coughlin, Caroline Burckle und Katie Hoff über sechs Sekunden schneller als ihre Mannschaftskameradinnen im Vorlauf. Hinter den Australierinnen und den Chinesinnen schlug die US-Staffel als Dritte an.